# Tode Djakovic
Tode Djakovic (* 10. Jänner 1996 in Wien) ist ein österreichischer Fußballspieler.

## Karriere
Djakovic begann seine Karriere beim SC Seiersberg. Zur Saison 2010/11 wechselte er in die Jugendmannschaft des FC Gratkorn. Zur Saison 2011/12 kam er in die AKA HIB Liebenau. Zur Saison 2013/14 wechselte er zur sechstklassigen Zweitmannschaft des DSV Leoben. Für Leoben II kam er in jener Spielzeit zu 17 Einsätzen in der Unterliga.
Zur Saison 2014/15 wechselte Djakovic nach Serbien in die Jugend des FK Partizan Belgrad. Nach zweieinhalb Saisonen im Ausland kehrte er in der Winterpause der Saison 2016/17 nach Österreich zurück und schloss sich dem viertklassigen SV Frohnleiten an. Für Frohnleiten kam er bis Saisonende zu 13 Einsätzen in der Landesliga, in denen er ohne Torerfolg blieb. Mit Frohnleiten stieg er zu Saisonende in die Oberliga ab.
Daraufhin wechselte er zur Saison 2017/18 zum Regionalligisten SC Weiz. Für Weiz kam er zu elf Einsätzen in der Regionalliga. Nach einem halben Jahr bei Weiz wechselte er im Jänner 2018 zum Ligakonkurrenten Deutschlandsberger SC. In eineinhalb Jahren beim DSC kam er zu 40 Regionalligaeinsätzen.
Zur Saison 2019/20 wechselte Djakovic ein zweites Mal nach Serbien, wo er sich dem Zweitligisten FK Smederevo anschloss. In seinem halben Jahr bei Smederovo kam er zu elf Einsätzen in der Prva Liga. Im Februar 2020 wechselte er nach Armenien zum Erstligisten FC Lori Wanadsor, bei dem er einen bis Dezember 2019 laufenden Vertrag erhielt. Sein Debüt in der Bardsragujn chumb gab er im März 2020, als er am 16. Spieltag der Saison 2019/20 gegen den FC Urartu Jerewan in der Startelf stand und in der 69. Minute durch Robert Minasjan ersetzt wurde. Dies blieb sein einziger Einsatz für Lori. Nach der Saison 2019/20 verließ er den Verein wieder.
Nach mehreren Monaten ohne Verein wechselte er im März 2021 nach Montenegro zum FK Dečić Tuzi. In Montenegro kam er allerdings nie zum Einsatz. Zur Saison 2021/22 kehrte er nach Deutschlandsberg zurück. Für den DSC kam er zu 18 Regionalligaeinsätzen. Zur Saison 2022/23 schloss er sich dem viertklassigen ASK Köflach an.